# آرائیک هاروتیونیان (زاده ۱۹۷۳)
آرائیک هاروتیونیان (ارمنی: Արայիկ Հարությունյան؛ زادهٔ
۱۴ دسامبر ۱۹۷۳) سیاستمداری ارمنی است که از ۲۱ مه ۲۰۲۰ تا ۱ سپتامبر ۲۰۲۳، رئیس‌جمهور آرتساخ و از ۱۴ سپتامبر ۲۰۰۷ تا ۲۵ سپتامبر ۲۰۱۷، وزیر دولت آرتساخ بود.

## زندگی‌نامه
وی در سال ۱۹۷۳ در استپاناکرت متولد شده است. در سال ۱۹۹۰ در انستیتوی اقتصاد مردمی ایروان قبول شده و سپس به دانشکده اقتصادی دانشگاه دولتی آرتساخ منتقل شده و در سال ۱۹۹۵ فارغ‌التحصیل شده است.
در سال ۱۹۹۲ در صفوف نیروهای تدافعی قره‌باغ قبول شد، در نبردهای دفاع از کشور شرکت کرده است. در سال ۱۹۹۶ در دوره دکترای رشته اقتصادی دانشگاه آرتساخ قبول شد و در سال ۱۹۹۸ بعنوان «اقتصاددان» فارغ‌التحصیل شد. در سال‌های ۱۹۹۷–۱۹۹۵ در وزارت اقتصاد و دارایی جمهوری قره‌باغ کوهستانی به عنوان دستیار وزیر کار کرده است. در سال‌های ۱۹۹۹–۱۹۹۷ بعنوان مدیر شعبه «آرم آگرو بانک» در آسکران و در سال‌های ۲۰۰۴–۱۹۹۹ بعنوان مدیر شعبه «آرم آگرو بانک» در استپاناکرت کار کرده است. رئیس شرکت سهامی خاص «قره‌باغ گولد» بود.
در انتخابات پارلمانی ۱۹ ژوئن سال ۲۰۰۵ طبق سیستم انفرادی به عنوان نماینده مجلس ملی قره‌باغ انتخاب شد. در ماه ژوئن سال ۲۰۰۵ بعنوان رئیس کمیسیون دائمی مجلس ملی قره‌باغ در امور مالی- بودجه‌ای و مسائل مدیریت اقتصادی انتخاب شده است. در ماه اکتبر طبق درخواست از سمت رئیس کمیسیون دائمی مجلس ملی برکنار شد و رئیس فراکسیون پارلمانی «وطن» شد. در ماه ژانویه سال ۲۰۰۵ در اولین جلسه حزب «وطن آزاد» به عنوان رئیس مشترک و در ماه آوریل سال ۲۰۰۶ در اجلاس بعنوان رئیس حزب انتخاب شد. طبق نتایج انتخابات پارلمانی حزب «وطن آزاد» از میان ۳۳ کرسی در مجلس قره‌باغ ۱۲ کرسی را دریافت کرد. هاروتیونیان متأهل و دارای یک بچه است. مجلس ملی جمهوری قره‌باغ کوهستانی با انتصاب «آرا هاروتیونیان» در سمت نخست‌وزیر موافقت نمود. طی اجلاس فوق‌العاده مجلس نامزدی نخست‌وزیر به اتفاق آراء از سوی همه نمایندگان حمایت شد. طبق قانون اساسی جمهوری قره‌باغ کوهستانی برای دریافت موافقت مجلس اکثریت ساده آراء لازم می‌باشد.

پیامدهای جنگ قره باغ کوهستانی ۲۰۲۰

در 11 نوامبر، هاروتیونیان از شهروندان آرتساخ خواست تا از شرکت در اعتراضات در ایروان خودداری کنند و از آنها خواست تا به خانه‌هایشان بازگردند و اعلام کرد که «آرتساخ ارمنی باقی خواهد ماند».  دو روز بعد، او از ژنرال رستم مرادوف ، فرمانده وقت نیروهای حافظ صلح روسیه در قره باغ کوهستانی، که برای آغاز مأموریت حفظ صلح در منطقه به استپاناکرت وارد شده بود، استقبال کرد.
در آوریل 2022، نیکول پاشینیان، نخست وزیر ارمنستان، سخنرانی‌ای ایراد کرد و اظهار داشت که جامعه بین‌المللی از ارمنستان می‌خواهد که «کمی در مورد وضعیت ناگورنو-قره‌باغ سخت‌گیری خود را کاهش دهد» و اظهار داشت که ارمنستان تمامیت ارضی آذربایجان را به رسمیت خواهد شناخت.  هاروتیونیان و دیگر مقامات آرتساخ به این سخنرانی واکنش نشان دادند و اعلام کردند که ارمنی‌های آرتساخ از حق تعیین سرنوشت خود دست برنمی‌دارند و «غیرممکن» و «غیرقابل قبول» است که آرتساخ تحت کنترل آذربایجان قرار گیرد.
در 4 نوامبر 2022، هاروتیونیان، روبن واردانیان ، میلیاردر ارمنی-روسی که اخیراً به آرتساخ نقل مکان کرده بود، را به سمت وزیر کشور با "اختیارات گسترده" منصوب کرد.  سپس واردانیان کابینه را ترمیم کرد و ویتالی بالاسانیان را نیز از سمت رئیس شورای امنیت برکنار کرد. این انتصاب مقامات آذربایجانی را خشمگین کرد؛ الهام علی‌اف، رئیس جمهور، در نوامبر 2022 اعلام کرد که آذربایجان با واردانیان مذاکره نخواهد کرد.  در دسامبر 2022، آذربایجان با مسدود کردن کریدور لاچین ، تنها جاده‌ای که آرتساخ را به ارمنستان و سایر نقاط جهان متصل می‌کند، محاصره قره باغ کوهستانی را آغاز کرد و کمبود مواد ضروری مانند غذا، دارو و سوخت را تسریع کرد. برکناری واردانیان یکی از خواسته‌های اصلی آذربایجان برای پایان دادن به محاصره آرتساخ بود .  در اوایل سال 2023 گزارش‌هایی مبنی بر "اختلاف" بین هاروتیونیان و واردانیان منتشر شد. هاروتیونیان در 23 فوریه 2023، واردانیان را از سمت خود برکنار کرد. 
در ۱۳ فوریه ۲۰۲۳، هاروتیونیان اصلاحیه‌ای در قانون اساسی پیشنهاد داد که به پارلمان آرتساخ اجازه می‌داد در صورت استعفای رئیس‌جمهور، یک رئیس‌جمهور موقت انتخاب کند و انتظارات جدیدی را در مورد استعفای قریب‌الوقوع او ایجاد کرد. این تغییرات در مارس ۲۰۲۳ توسط پارلمان آرتساخ تصویب شد.  On 25 July, with the humanitarian situation in Artsakh continually deteriorating because of the Azerbaijani blockade, در ۲۵ ژوئیه، با وخامت مداوم اوضاع انسانی در آرتساخ به دلیل محاصره آذربایجان،  هاروتیونیان آرتساخ را "منطقه فاجعه‌زده" اعلام کرد و خواستار واکنش بین‌المللی برای تضمین امنیت ساکنان منطقه شد.  او اظهار داشت که با آژانس‌های سازمان ملل تماس گرفته و نامه‌هایی به روسای کشورهای عضو گروه مینسک سازمان امنیت و همکاری اروپا (فرانسه، روسیه و ایالات متحده) ارسال کرده و وضعیت را شرح داده و خواستار اقدام برای رسیدگی به بحران شده است. او از روسیه خواست تا تعهدات خود را طبق توافق آتش‌بس ۲۰۲۰ انجام دهد و از دولت ارمنستان خواست که آرتساخ را به عنوان بخشی از آذربایجان به رسمیت نشناسد. 

## نگارخانه

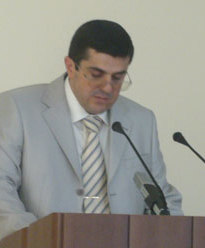
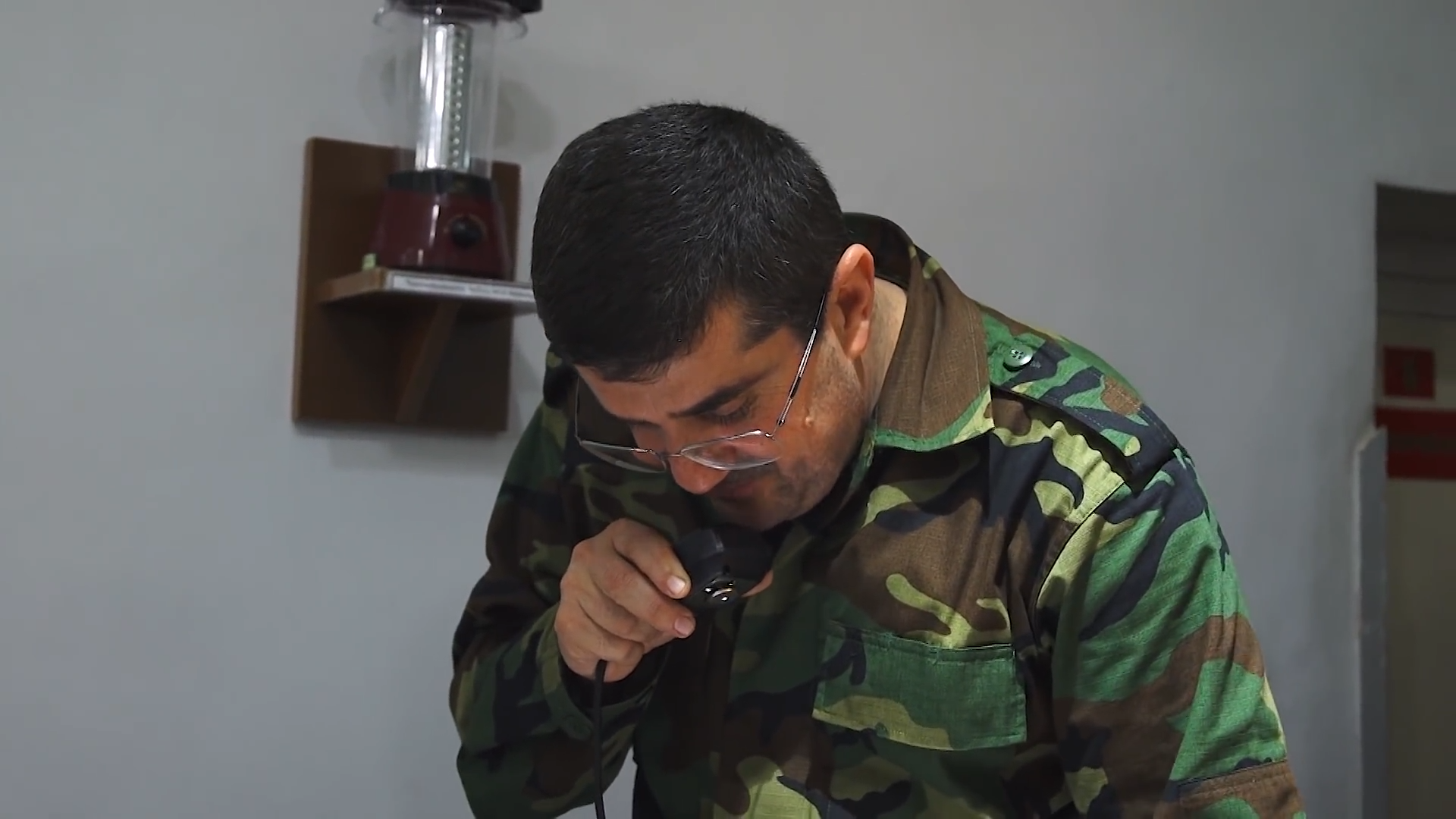
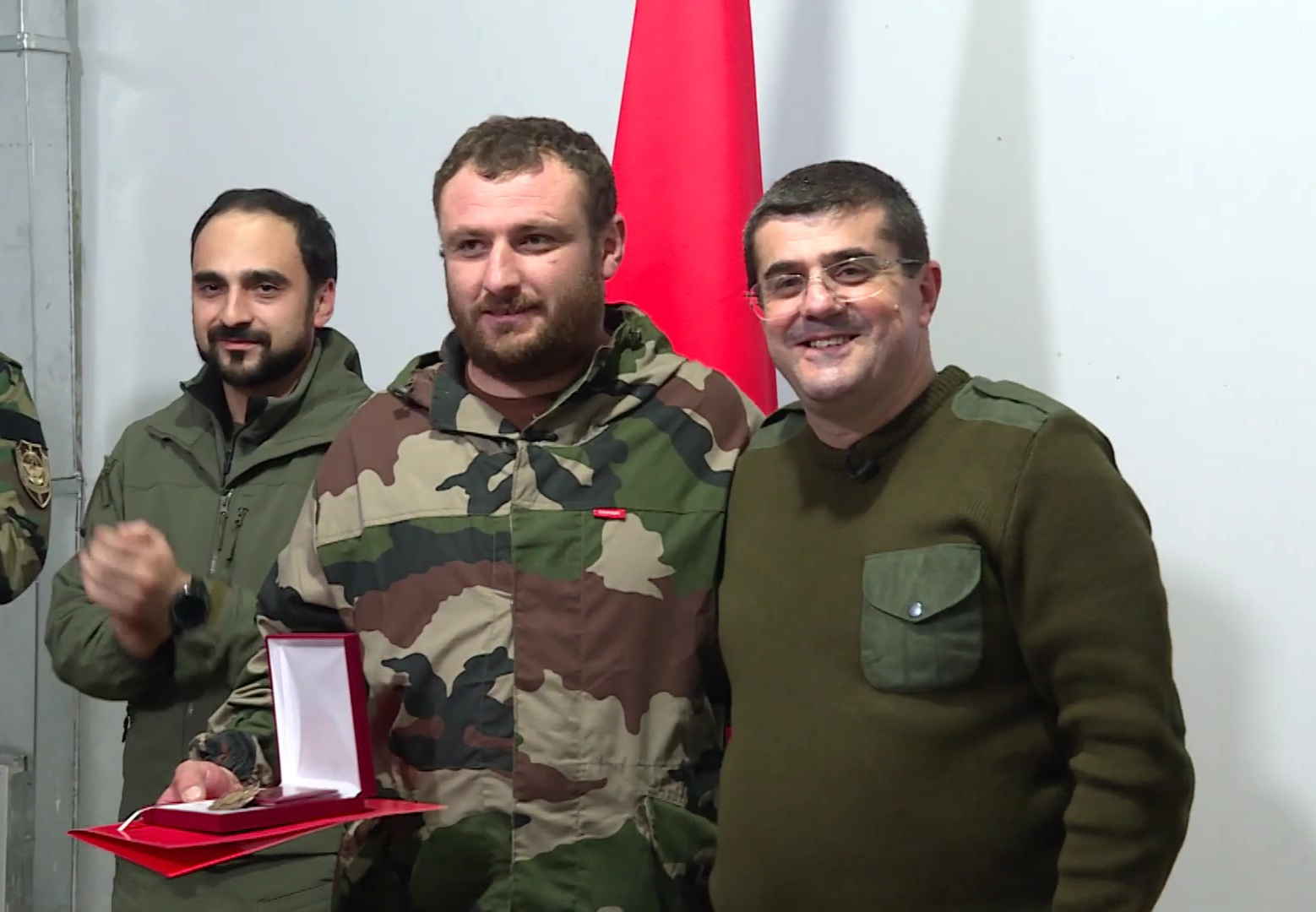

## یادداشت
1. ↑  Artak Beglaryan
2. ↑  Gurgen Nersisyan